# 최진간
최진간(崔震幹)은 조선 중기의 효자이다. 본관은 경주이며 경주부 출신이다.

## 생애
최진간(崔震幹)은 성균관사성 최예(崔汭)의 7세손으로 경주부에서 태어났다. 임진왜란을 당해 할머니를 모시고 황룡산 속으로 피하여 숨었다. 그러나 적들이 산을 수색하여 할머니를 죽이려고 하니, 최진간이 왜적의 칼날을 무릅쓰고 달려와 할머니를 구하려고 하였다. 그러나 할머니와 함께 목숨을 잃고 말았다. 최진간의 아내 정씨 또한 스스로 목을 매어 죽어버렸다. 이러한 사실이 나라에 알려져 정려가 내려졌으며, 정려비는 경주 남면 봉화대 서쪽에 위치해있다.

## 가족
- 고조(高祖)
  - 훈련원참군(訓鍊院參軍) 최우강(崔佑江)
- 증조(曾祖)
  - 군기시첨정(軍器寺僉正) 최득정(金得汀)
- 조부(祖父)
  - 기자전참봉(箕子殿參奉) 최삼격(崔三格)
- 선고(先考)
  - 진사(進士) 최신린(崔臣隣)
- 재종형제(再從兄弟)
  - 공조참판 증병조판서(工曹參判 贈兵曹判書) 최진립(崔震立)

## 참고 문헌
- 동경잡기(東京雜記), 경주최씨세보(慶州崔氏世譜).